# Треть мира (фильм)
«Треть мира» (фр. La troisième partie du monde) — французская мистическая драма 2008 г. режиссёра Эрика Форестье. 

## Сюжет
Молодая и загадочная Эмма начинает замечать за собой странную особенность: все её возлюбленные внезапным образом исчезают. Астроном Франсуа, изучающий чёрные дыры, знакомится с девушкой в аэропорту и тотчас влюбляется в неё. У молодых людей завязывается роман. Спустя несколько дней, не оставив и следов, юноша исчезает. С помощью его брата Мишеля Эмма пытается разгадать тайну исчезновения любимого, даже не подозревая, что она обнаружит...

## Актёрский состав
| В ролях         |  | Персонаж                |
| --------------- |  | ----------------------- |
| Клеманс Поэзи   |  | Эмма                    |
| Гаспар Ульель   |  | Франсуа                 |
| Эрик Руф        |  | Мишель                  |
| Майя Санса      |  | Кьяра                   |
| Жан-Люк Бидо    |  | профессор физики        |
| Скали Дельпейра |  | представитель агентства |
| Жанна Феррон    |  | работник агентства      |
| Фланнан Обе     |  | портье                  |